# Ceraspis bufo
Ceraspis bufo är en skalbaggsart som beskrevs av Frey 1962. Ceraspis bufo ingår i släktet Ceraspis och familjen Melolonthidae. Inga underarter finns listade i Catalogue of Life.